# ملینا روبر-میشون
ملینا روبر-میشون (فرانسوی: Mélina Robert-Michon‎؛ زادهٔ ۱۸ ژوئیهٔ ۱۹۷۹) پرتاب‌گر دیسک اهل فرانسه است.
وی در مسابقات کشوری و بین‌المللی در مجموع برندهٔ ۵ مدال طلا، ۸ مدال نقره، ۶ مدال برنز شده‌است.